# Cristóbal Ascencio García

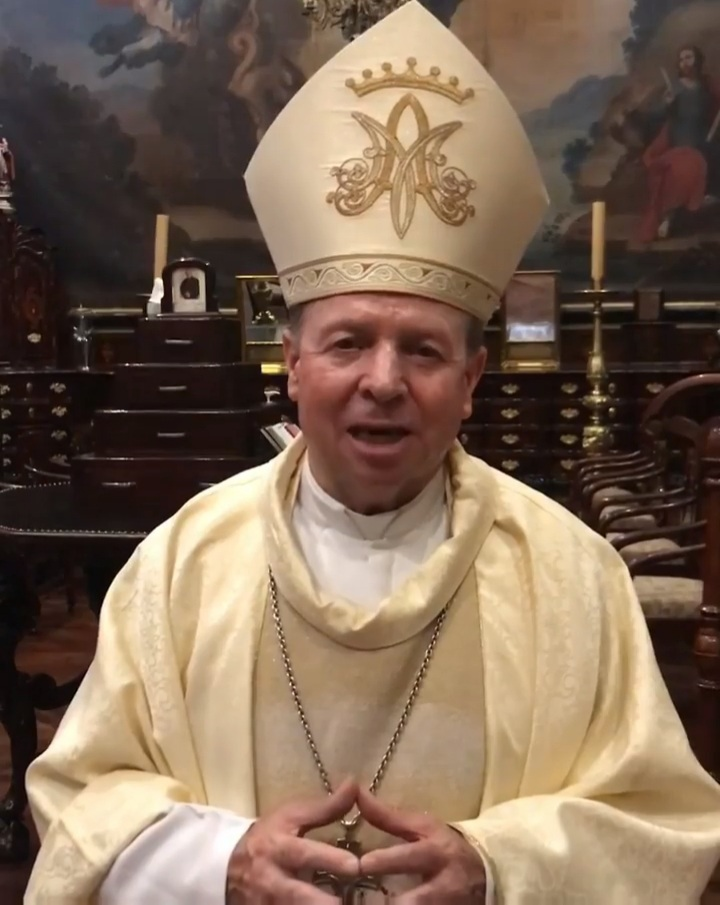
Cristóbal Ascencio García, 2020

Cristóbal Ascencio García (* 25. März 1955 in El Josefino de Allende, Jalisco) ist ein mexikanischer Geistlicher und römisch-katholischer Bischof von Apatzingán.

## Leben
Cristóbal Ascencio García empfing am 4. Mai 1985 durch Bischof José López Lara die Priesterweihe für das Bistum San Juan de los Lagos.
Nach weiteren Studien erwarb er an der Päpstlichen Universität Gregoriana das Lizenziat in Kanonischem Recht. Neben Aufgaben in der Pfarrseelsorge war er als Präfekt und Rektor des Priesterseminars sowie als Richter am Diözesangericht und dem Tribunal für die zweite Instanz tätig. Bis zu seiner Ernennung zum Bischof war er Pfarrer in Tepatitlán de Morelos.
Papst Franziskus ernannte ihn am 17. November 2014 zum Bischof von Apatzingán. Die Bischofsweihe spendete ihm der Apostolische Nuntius in Mexiko, Erzbischof Christophe Pierre, am 12. Februar des folgenden Jahres. Mitkonsekratoren waren der Bischof von San Juan de los Lagos, Felipe Salazar Villagrana, und Weihbischof Enrique Sánchez Martínez aus dem Erzbistum Durango.